# All in Good Taste
Pour plus de détails, voir Fiche technique et Distribution.
All in Good Taste est un film canadien réalisé par Anthony Kramreither, sorti en 1983.

## Synopsis
Un réalisateur essaie de comprendre comment son scénario sur un orphelin et son chien est devenu un film avec des strip-teaseurs...

## Fiche technique
- Réalisation :  Anthony Kramreither
- Scénario : Rick Green  et Anthony Kramreither et Robert C. Diez d'Aux (non crédité)
- Production  : Anthony Kramreither et Robert C. Diez d'Aux  (non crédité)
- Photographie  : Dennis Miller
- Genre : Comédie
- Pays :  Canada
- Langue : Anglais
- Distribution : Pan-Canadian Film Distributors
- Durée : 85 minutes (1h25)
- Date de sortie en salles : 
  -  Canada : 6 mai 1983

## Distribution
- Jonathan Welsh : Timothy, le réalisateur
- Jo-Anne Kirwan Clark  : Mary Anne, l'épouse
- Harvey Atkin  : Cochrane, le patron du studio
- Jack Creley  : Lou Melnik, le producteur
- James B. Douglas  : Dixon, le banquier
- Rummy Bishop  : Kaplan, le comédien
- Don Cullen : Herb, les actionnaires
- Jack Anthony  : Art, les actionnaires
- Nancy Kerr  : Iris, les actionnaires
- Jim Carrey  : Ralph, le photographe
- Stan Lesk (non crédité)
- Linda Rennhofer  : la femme qui félicite (non crédité)